# Benjamin Declercq
Benjamin Declercq (Kortrijk, 4 februari 1994) is een Belgisch voormalig wielrenner. Zijn broer Tim is ook profrenner. Hun vader is cabaretier Karel Declercq.

## Carrière
In 2015 werd Declercq zeventiende in de wegwedstrijd voor beloften op het wereldkampioenschap, waarmee hij de beste Belg was. Een seizoen later werd hij onder meer zevende in de Grand Prix Criquielion en tweede in de Rund um den Finanzplatz Eschborn-Frankfurt voor beloften.
In 2017 werd hij prof bij Sport Vlaanderen-Baloise. Van 2020 tot 2022 kwam hij uit voor Arkéa-Samsic. In tegenstelling tot zijn broer Tim was hij eerder een puncher. Hij werd onder meer tweede en derde in de GP Cerami en won in oktober 2022 de profkoers van Zele. In december 2022 zette Declercq een punt achter zijn wielercarrière omdat hij geen ploeg vond voor 2023.

## Palmares

### Overwinningen
2014
GP Garage Moyaert, Bissegem
2e etappe Tour du Canton de l'Estuaire
4e etappe Trois Jours de Cherbourg
2016
Grote prijs Westouter
2022
KAJ-KWB Prijs, Zele

### Resultaten in voornaamste wedstrijden
|      | \| Jaar \| Gent-Wevelgem \| Ronde van Vlaanderen \| Parijs-Roubaix \| Amstel Gold Race \| Luik-Bast.‑Luik \| Waalse Pijl \| \| ---- \| ------------- \| -------------------- \| -------------- \| ---------------- \| --------------- \| ----------- \| \| 2017 \| \| \| opgave \| opgave \| 149e \| \| \| 2018 \| \| 91e \| \| \| 111e \| opgave \| \| 2019 \| \| 109e \| \| 112e \| opgave \| \| \| 2020 \| \| \| \| \| opgave \| 104e \| \| 2021 \| opgave \| opgave \| opgave \| opgave \| \| \| \| 2022 \| \| \| 80e \| \| \| \| |                      |                |                  |                 |             |
| Jaar | Gent-Wevelgem | Ronde van Vlaanderen | Parijs-Roubaix | Amstel Gold Race | Luik-Bast.‑Luik | Waalse Pijl |
| 2017 | |                      | opgave         | opgave           | 149e            |             |
| 2018 | | 91e                  |                |                  | 111e            | opgave      |
| 2019 | | 109e                 |                | 112e             | opgave          |             |
| 2020 | |                      |                |                  | opgave          | 104e        |
| 2021 | opgave | opgave               | opgave         | opgave           |                 |             |
| 2022 | |                      | 80e            |                  |                 |             |

## Ploegen
2017 –  Sport Vlaanderen-Baloise
2018 –  Sport Vlaanderen-Baloise
2019 –  Sport Vlaanderen-Baloise
2020 –  Arkéa-Samsic
2021 –  Arkéa-Samsic
2022 –  Arkéa-Samsic
Allegaert · Capiot · De Gendt · De Ketele · De Pauw · De Vylder · Declercq · Deltombe · Farazijn · Lietaer · Noppe · Planckaert · Pols · Rickaert · Salomein · Sprengers · Steels · Van Gestel · Van Hecke · Van Lerberghe · Van Rooy · Wallays
Allegaert · Capiot · De Gendt · De Ketele · De Pauw · De Vylder · Declercq · Deltombe · Farazijn · Ghys · Menten · Noppe · Ed. Planckaert · Em. Planckaert · Rickaert · Sprengers · Van Gestel · Van Gompel · Van Hecke · Van Rooy · Verwilst · Warlop
Allegaert · Capiot · De Ketele · De Pauw · De Vylder · Declercq · Deltombe · Ghys · Menten · Noppe · Em. Planckaert · Ed. Planckaert · Sprengers · Van Gestel · Van Gompel · Van Hecke · Van Poucke · Van Rooy · Verwilst · Warlop · Weemaes · Willems
Anacona · Barguil · Bonnamour · Boudat · Bouet · Bouhanni · Declercq · Delaplace · Gesbert · Grondin · Guernalec · Hardy · Jarrier · Le Roux · Ledanois · Louvel · McLay · Noppe · Owsian · Pichon · D. Quintana · N. Quintana · Riou · Rosa · Russo · Swift · Vachon · Welten · Lecamus-Lambert (stagiair) · Vauquelin (stagiair)
Anacona · Barguil · Barré (vanaf 1/8) · Bouet · Bouhanni · Capiot · Declercq · Delaplace · Edet · Flórez · Gesbert · Grondin · Guernalec · Guglielmi · Hardy · Hofstetter · Ledanois · Louvel · McLay · Noppe · Owsian · Pajur · Pichon · D. Quintana · N. Quintana · Ries · Riou · Russo · Swift · Vauquelin · Verre · Clynhens (stagiair) · Costiou (stagiair) · Thierry (stagiair)